# Ruaridh McConnochie
Pas d'image ? Cliquez ici

a Compétitions nationales et continentales officielles uniquement.

b Matchs officiels uniquement.
Dernière mise à jour le 17 janvier 2023.
Ruaridh McConnochie, né le 23 octobre 1991 à Lambeth (Angleterre), est un joueur international anglais de rugby à XV jouant aux postes d'ailier et d'arrière à Bath Rugby.
Il est aussi international anglais de rugby à sept, et représente dans ce même code l'équipe de Grande-Bretagne qui remporte la médaille d'argent lors du tournoi masculin des Jeux olympiques d'été de 2016 à Rio de Janeiro. C'est en 2018 qu'il transitionne vers le rugby à XV.

## Biographie
En 2019, Eddie Jones, le sélectionneur de l'Angleterre, le retient pour les matchs de préparation à la Coupe du Monde 2019. Puis, il prend part à cette compétition par la suite où il inscrit un essai contre les États-Unis en phase de groupe,, c'est son seul match de la compétition ainsi que sa dernière sélection avec le XV de la Rose.
Après plus de trois ans sans jouer au niveau international, il peut changer de sélection nationale à XV, son père étant écossais il peut donc être sélectionnable pour ce pays,. En janvier 2023, le sélectionneur de l'équipe d'Écosse, Gregor Townsend, le convoque pour participer au Tournoi des Six Nations 2023. 
En 2024-2025, il remporte la Coupe d'Angleterre battant les Exeter Chiefs sur le score de 48 à 14 en finale. 

## Palmarès
- Bath Rugby
  - Vainqueur de la Coupe d'Angleterre en 2025.
  - Vainqueur du Championnat d'Angleterre en 2025.